# Tanjung Hataran
Tanjung Hataran is een bestuurslaag in het regentschap Simalungun van de provincie Noord-Sumatra, Indonesië. Tanjung Hataran telt 3711 inwoners (volkstelling 2010).